# Maxime de Rome
Maxime de Rome, mort en 260 ou 250 selon les sources, est un saint martyr chrétien, mis à mort et enterré au cimetière de Prétextat sur la Via Appia à Rome. Il est célébré le 14 avril, en même temps que les deux autres saints associé à son histoire, Valérien et Tiburce.

## Biographie

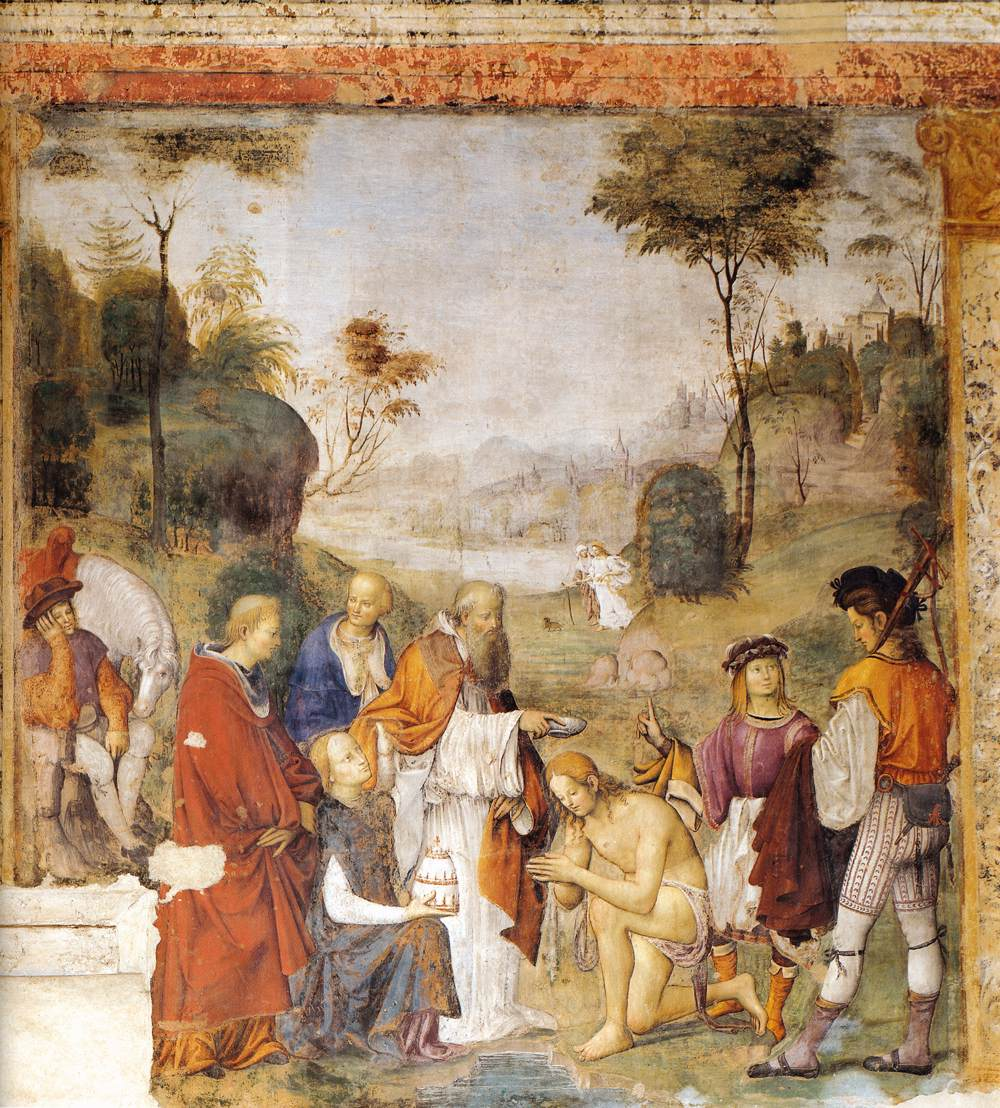
Le baptême de Valérien attribué à ou Cesare Tamaroccio,, Bologne, Italie.

Les faits historiques concernant ce martyr chrétien du IIIe siècle divergent selon les sources. Maxime de Rome semble avoir été un riche marchand qui vécut d'abord en Asie mineure, devenant par la suite secrétaire ou greffier du préfet romain Turcius Almachius.
Lorsqu'au milieu du IIIe siècle, deux frères chrétiens Valérien et Tiburce sont condamnés à la décapitation pour avoir offert des sépultures romaines à des martyrs chrétiens, Maxime est chargé de les conduire sur leur lieu d'exécution. Ému par leur foi et leur forte conviction, Maxime demande à être instruit. Les deux frères lui implorent alors de convaincre les bourreaux de remettre l’exécution au lendemain et de les emmener dans sa maison où ils l'initient à la foi chrétienne. Valérien lui dit que s'il promettait de croire, il verrait lui-même leur gloire après leur mort : « Que je sois consumé par la foudre, dit Maxime, si je ne confesse pas ce Dieu unique que vous adorez quand ce que vous dites arrivera ! ». Maxime est baptisé le jour même par l'évêque de Rome Urbain qui vient les rejoindre en secret.  
Maxime, se déclarant alors chrétien, tout comme plusieurs autres serviteurs d'Almachius et ayant propagé la foi, sont tenus responsables de nombreuses conversions à la religion du Christ (notamment sa famille et les bourreaux de Tiburce et Valérien qui reçoivent également le baptême d'Urbain). De fait, ils furent à leur tour condamnés à mort. Après le supplice du chevalet et du fouet garnis de plomb, Maxime qui ne voulait toujours pas abjurer, fut mis à mort en martyr par lapidation. D'autres sources rapportent qu'il fut fouetté à mort. Sainte Cécile obtient l'autorisation rarement accordée aux chrétiens, de les enterrer (au lieu de les brûler) dans un tombeau de la Voie Appienne et non dans les catacombes, ces cimetières souterrains usuellement réservés aux martyrs chrétiens. Selon l'Acte des Martyrs du Ve siècle, sans valeur historique totalement avérée, Cécile aurait été l'épouse de Valérien et la belle-sœur de Tiburce,. Cette légende devient populaire après avoir été reprise par Geoffrey Chaucer. L'histoire est alors simplifiée et revisée de manière à devenir historiquement crédible.